# Paul Nizan
Paul-Yves Nizan (Tours, 7 de fevereiro de 1905 - Audruicq (Pas-de-Calais), 23 de maio de 1940) foi um romancista, ensaísta,  jornalista, tradutor e filósofo francês.

## Biografia
Filho de um engenheiro ferroviário, Paul Nizan fez seus estudos secundários em Paris, no reputado Lycée Henri-IV, onde conhece Jean-Paul Sartre em 1917. Aceito na École normale supérieure em 1924, também estabelece ligações de amizade com Raymond Aron.
Em 1925, participa do primeiro partido fascista francês, Le Faisceau, de Georges Valois,  de orientação  sindicalista e revolucionária. Entre 1926 e 1927, parte para Aden, no Yémen, para trabalhar como preceptor. Pouco depois, adere ao Partido Comunista Francês e se casa com  Henriette Alphen (1907-1993), uma prima de Claude Lévi-Strauss. O casal terá dois filhos: Anne-Marie (1928), (que seria mãe do escritor Emmanuel Todd)  e Patrick (1930). Em 1929, Nizan torna-se professor de filosofia do ensino médio.
Em 1931 publica Aden Arabie, tornando-se conhecido no meio literário. Em 1932, apresenta-se como candidato do Partido Comunista  às eleições legislativas. No mesmo ano, publica Les Chiens de garde, uma reflexão sobre o papel e a temporalidade da filosofia. O ensaio toma a forma de um panfleto contra seus antigos professores, particularmente  Henri Bergson e Léon Brunschvicg, e ataca os filósofos idealistas, na figura de Julien Benda, rotulando-os de cães de guarda da burguesia. O texto tem sido lembrado e citado, por autores como Norberto Bobbio e Edgar Morin. O ensaio de Nizan é também lembrado pelo jornalista e escritor Serge Halimi, no título de seu livro Os novos cães de guarda, ao se referir "jornalismo de reverência", que, segundo o autor, é  praticado atualmente na França.
Em 1933, Nizan publica Antoine Bloyé, sua primeira evocação do tema da traição de classe (como um homem escapa da sua condição social e acaba por trair suas origens). O livro é considerado pela crítica como o primeiro romance francês filiado ao  realismo socialista.
Entre 1934 e 1935, Nizan e sua mulher passam um ano na URSS. Ele participa do primeiro congresso da União dos Escritores Soviéticos e é também encarregado de organizar a estadia de escritores amigos, como André Malraux, Louis Aragon e outros.
Suas publicações se sucedem nos anos seguintes: Le Cheval de Troie, La Conspiration (que recebe o Prix Interallié de 1938). Além de livros, escreve também para vários jornais e revistas de orientação comunista, como L'Humanité (entre 1935 e 1937) e  o  Ce soir (entre 1937 e 1939), escrevendo principalmente artigos sobre política internacional e crítica literária.
Em agosto de 1939, denuncia a assinatura do pacto germano-soviético , que considera como uma aliança entre nazistas e comunistas. Na sequência, Nizan rompe com o PCF.
Paul Nizan foi morto em 23 de maio de 1940, no início da Segunda Guerra Mundial, durante a ofensiva alemã contra Dunkerque. Seu corpo foi sepultado no cemitério de La Targette, em Neuville-Saint-Vaast.

## A memória de Nizan e o PCF
Após sua ruptura com o comunismo, Nizan sofreu muitos ataques violentos do partido: em março de 1940, Maurice Thorez, secretário geral do PCF, assina, no jornal Die Welt (edição alemã do órgão da Terceira Internacional), um artigo intitulado "Les traîtres au pilori" ("Os traidores ao pelourinho"), e qualifica Nizan como agente da polícia.  Durante a ocupação alemã, um texto do PCF, então na clandestinidade, fala do "policial Nizan" ». Os ataques se intensificam após a guerra. Louis Aragon participa ativamente da  marginalização de Nizan com seu livro Les Communistes (1949), romance no qual Nizan aparece como traidor, retratado como o policial Orfilat.
A reedição de Aden, Arabie, em 1960, foi prefaciada por Jean-Paul Sartre. Em 1966, na reedição de Les Communistes, Aragon suprime o personagem Orfilat. No final dos anos 1970, o PCF aceita rever as acusações que havia feito a Paul Nizan.

## Obras
- Aden Arabie, Rieder, Paris, 1931 - reedição Maspero, 1960 com prefácio de Jean-Paul Sartre.
- Les Chiens de garde, Rieder, Paris, 1932 - reedições: Maspero 1969; Agone, 1998, com prefácio de Serge Halimi. (ISBN 2-910846-09-1)
- Antoine Bloyé, Grasset, Paris, 1933.
- Le Cheval de Troie, Gallimard, Paris, 1935, reedição Gallimard, "L'imaginaire"  2005, com prefácio de Pascal Ory.
- Os Materialistas da Antiguidade - no original Les Matérialistes de l’Antiquité, coletânea de textos e prefácio. Paris : Éditions Sociales Internationales, 1936 - reedição Maspero 1968
- Prefácio de Le Nationalisme contre les nations de Henri Lefebvre, Éditions Sociales Internationales, Paris, 1937
- La Conspiration, Gallimard, Paris, 1938
- Chronique de septembre, Gallimard, Paris, 1939
- Paul Nizan, intellectuel communiste. Artigos e correspondência 1926-1940. Apresentação de Jean-Jacques Brochier, Maspero, Paris, 1967
- Pour une nouvelle culture, artigos de Nizan reunidos e apresentados por Susan Suleiman, Grasset, Paris, 1971
- Artigos literários e políticos, volume I ("Des écrits de jeunesse au 1er Congrès International des écrivains pour la Défense de la Culture", 1923 - 1935). Textos réunidos, anotados e apresentados por Anne Mathieu, com prefácio de Jacques Deguy, Nantes, Joseph K, 2005.

### Em português
- Aden, Arabia. Estação Liberdade, 2003 (romance).
- "Os Materialistas da Antiguidade". Editorial Estampa, 1972 ( 14, colecção Teoria )